# Stephen Rollnick
Stephen Rollnick (* 15. September 1952) ist ein britischer Psychologe, der als Professor an der Cardiff University lehrt und gemeinsam mit William R. Miller die Methode der Motivierenden Gesprächsführung (Motivational Interviewing) entwickelte.

## Leben
Rollnick wuchs in Kapstadt (Südafrika) auf, studierte Psychologie an der University of Glasgow und ließ sich in Cardiff in Klinischer Psychologie ausbilden. Anschließend arbeitete er für den Nationalen Gesundheitsdienst (National Health Service), insbesondere auch mit suchtkranken Patienten. Auf Basis der Erfahrungen in der Suchthilfe entwickelte er in enger Zusammenarbeit mit William R. Miller die Methode des Motivational Interviewing, die ursprünglich allein auf die therapeutische Behandlung von Suchtkranken ausgelegt war.

## Schriften
- Motivierende Gesprächsführung, 3. Auflage, Freiburg/Breisgau: Lambertus, 2009, ISBN 978-3-7841-1900-7 (mit William R. Miller), englischsprachige Originalausgabe: Miller, W. R. & Rollnick, S., Motivational Interviewing. Preparing People to Change Addictive Behaviour, New York: Guilford Press, 1991.